# Czuprzykowate
Czuprzykowate (Bucculatricidae) – rodzina motyli z podrzędu Glossata i infrarzędu różnoskrzydłych. Obejmuje około 300 opisanych gatunków, zgrupowanych w czterech rodzajach: kosmopolitycznym Bucculatrix, południowoafrykańskim Leucoedemia oraz australijskich Ogmograptis i Tritymba. W rozwoju występuje nadprzeobrażenie. Larwy żerują na roślinach z około 30 rodzin. Wśród ich sposobów żerowania można wymienić minowanie liści i kory, szkieletowanie liści oraz indukowanie galasów. Owady dorosłe są głównie drobnymi motylami aktywnymi za dnia.

## Morfologia

### Owad dorosły

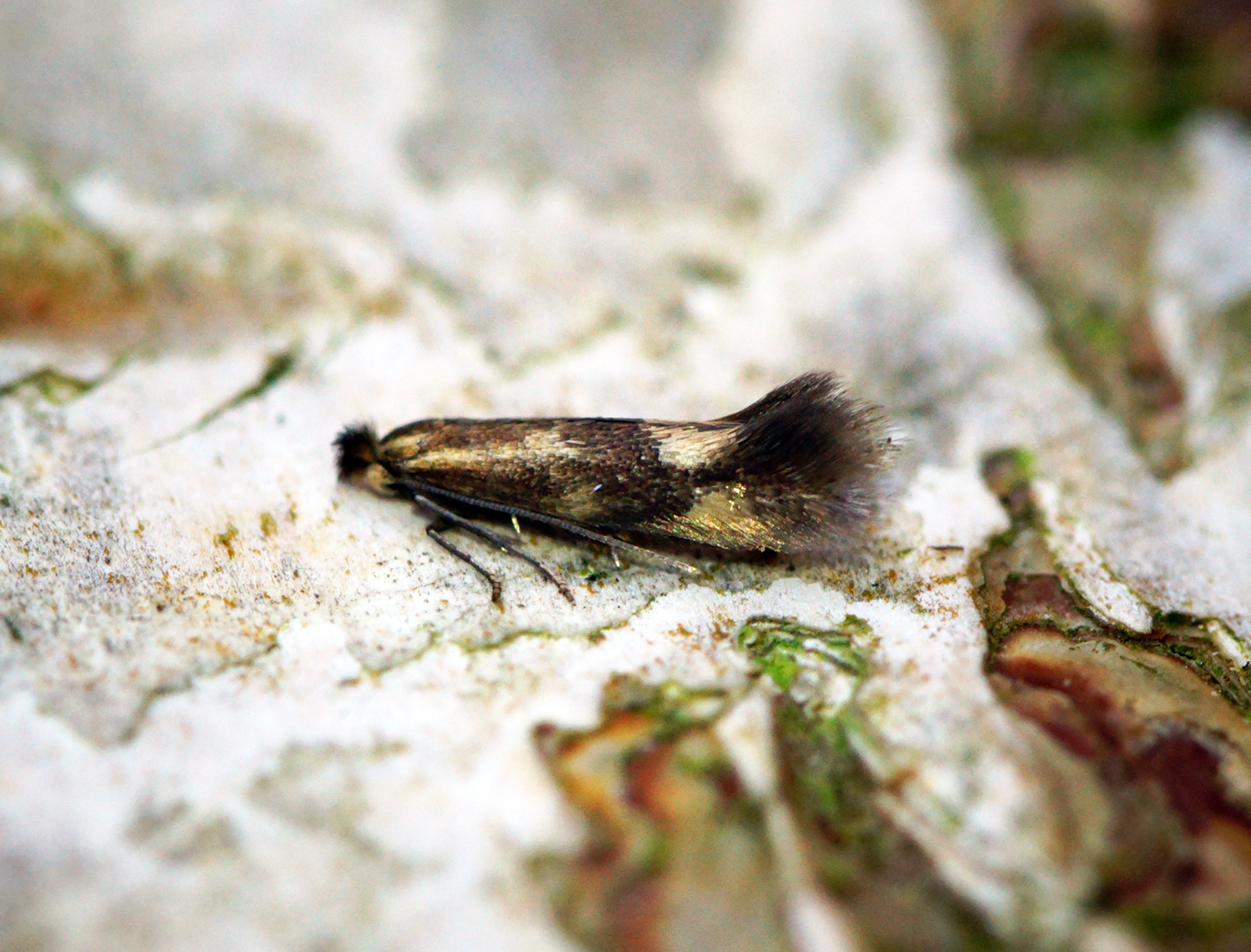
Bucculatrix nigricomella w całkowitym spoczynku

Motyle drobne do niewielkich, osiągające od 2,5 do 16 mm rozpiętości skrzydeł. Głowa osadzona jest ukośnie i porośnięta grubymi łuskami. Czoło może być krótkie do silnie wydłużonego. Ciemię ma kępkę włosowatych łusek. Oczy złożone są nagie, o rozmiarach przeciętnych do dużych. Nie występują przyoczka. Czułki są nitkowate i osiągają 0,6–0,95 długości przedniego skrzydła. U większości gatunków w spoczynku układane są wzdłuż kostalnej krawędzi skrzydeł, ale u rodzaju Tritymba sterczą ku przodowi. Nasadowe człony czułków są powiększone, spłaszczone i mają wystające ku przodowi, szerokie i gęsto rozmieszczone łuski, formujące daszek częściowo nakrywający oczy (ang. eye-cap). U samców pierwszy człon biczyka czułka może być wcięty lub mocno zakrzywiony. Haustellum jest nagie i krótkie, nie przekracza długością półtorakrotności średnicy oka. Głaszczki wargowe są krótkie, nagie, wyprostowane i zbudowane z jednego do trzech członów. Głaszczki szczękowe są uwstecznione do jednoczłonowego płata lub całkiem zanikłe.
Skrzydła są mocno wydłużone, lancetowate, o zredukowanym użyłkowaniu, zwłaszcza w przypadku pary tylnej. Często na skrzydłach występują plamki, kropki lub opalizujące wzorki. Przednie skrzydło ma zaostrzony wierzchołek. Miejsce zespolenia żyłek kostalnej i subkostalnej tworzy na jego spodzie szerokie podgięcie, na którym osadzone jest retinakulum. Połączone żyłki kostalna i subkostalna tworzą żyłkę marginalną. Żyłka radialna (Rs) zwykle daje cztery odgałęzienia, rzadko tylko trzy. Żyłka kubitalna przednia (CuA) ma jedną gałąź i czasem zanika, natomiast żyłka kubitalna tylna (CuP) jest co najwyżej słabo zaznaczona. Brak jest komórek dodatkowej i wstawkowej. Tylne skrzydło ma bardzo długą strzępinę. Wędzidełko u samca składa się pojedynczej, mocnej szczecinki, natomiast u samic zwykle z dwóch szczecinek, rzadko tylko z jednej. Komórka dyskoidalna tylnego skrzydła jest otwarta, a żyłkę marginalna tworzą zespolone żyłki subkostalna i pierwsza radialna (Sc+R1). Odnóża przedniej pary mają golenie z epifizami i pozbawione ostróg. Golenie pary środkowej mają dwie, a tylnej cztery ostrogi.

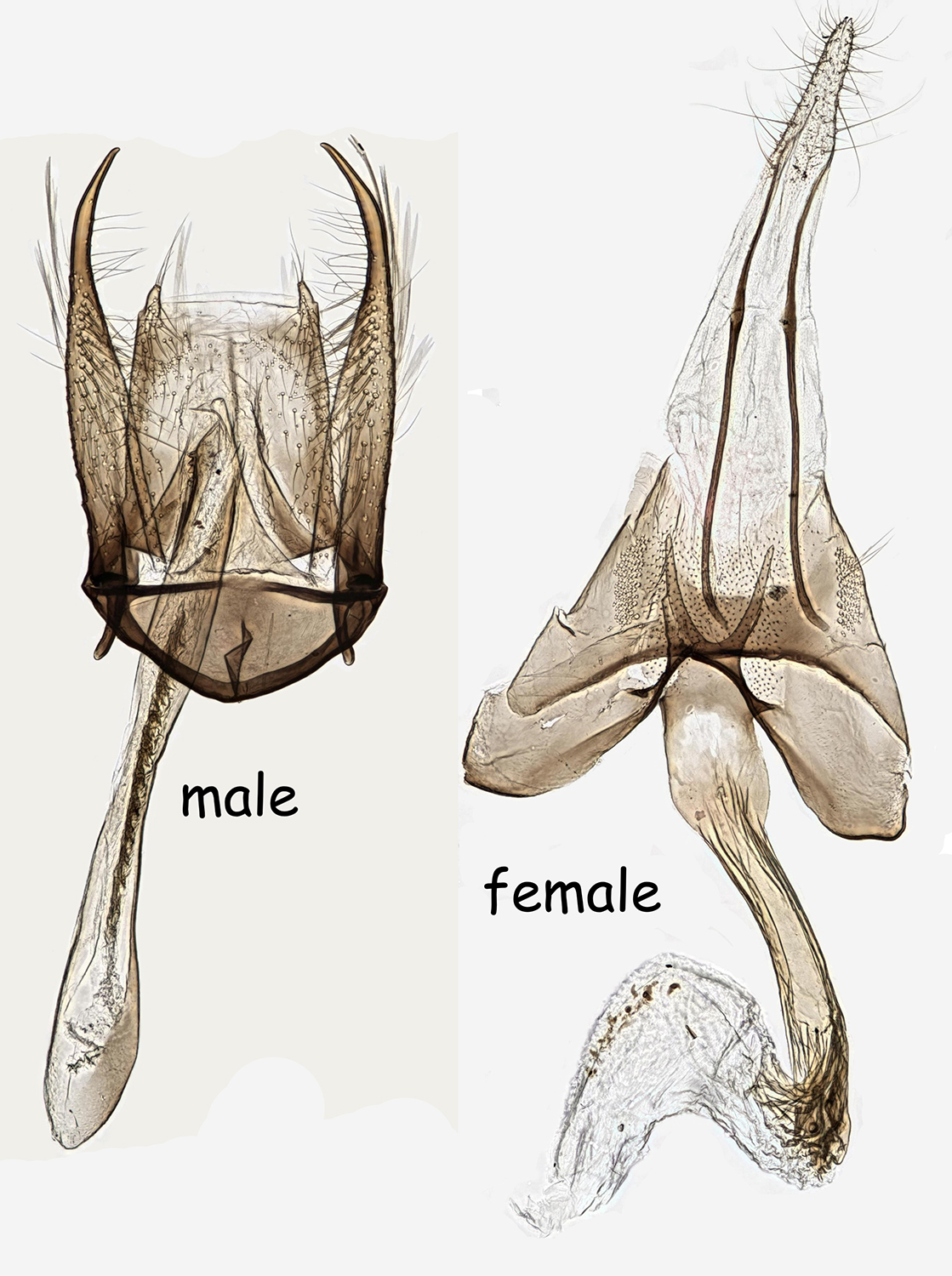
Genitalia samca i samicy u Bucculatrix albedinella

Odwłok ma sternum drugiego segmentu zaopatrzone w długie i smukłe apodemy. Samce większości gatunków mają między segmentem drugim a trzecim woreczek, który mogą wywracać. Samce z rodzaju czuprzyk niemal zawsze mają genitalia pozbawione gnatosa i unkusa. Pozostałe gatunki mają spiczasty unkus i dobrze rozwinięty gnatos. Tritymba i Leucoedemia mają na gnatosie włochatą płytkę środkową. U Tritymba i Ogmograptis wierzchołkowa krawędź gnatosa ma frędzel włosków. 
Szerokość tegmenu i winkulum jest zmienna; struktury te bywają ze sobą zlane. Wyrostki towarzyszące u rodzaju czuprzyk są dobrze rozwinięte, u Ogmograptis mają postać szeregu szczecinek, a u Leucoedemia są silnie zredukowane lub całkiem nieobecne. Zawieszki najczęściej brak lub jest słabo wykształcona, u rodzaju Ogmograptis ma postać pary bocznych wyrostków. U rodzaju czuprzyk rzadko występują dobrze rozwinięte juksta i sakus, są one natomiast dobrze wykształcone u pozostałych rodzajów. Anellus jest błoniasty. Edeagus jest najczęściej wydłużony i walcowaty, często pofalowany, rzadko zaopatrzony jest w ciernie. Genitalia samicy u rodzaju czuprzyk mają rozwinięte zwykle tylko gonapofizy tylne, ale u pozostałych rodzajów obie ich pary są dobrze wykształcone. Torebka kopulacyjna ma smukły przewód. Znamię obecne jest tylko u rodzajów czuprzyk i Leucoedemia.

### Stadia rozwojowe

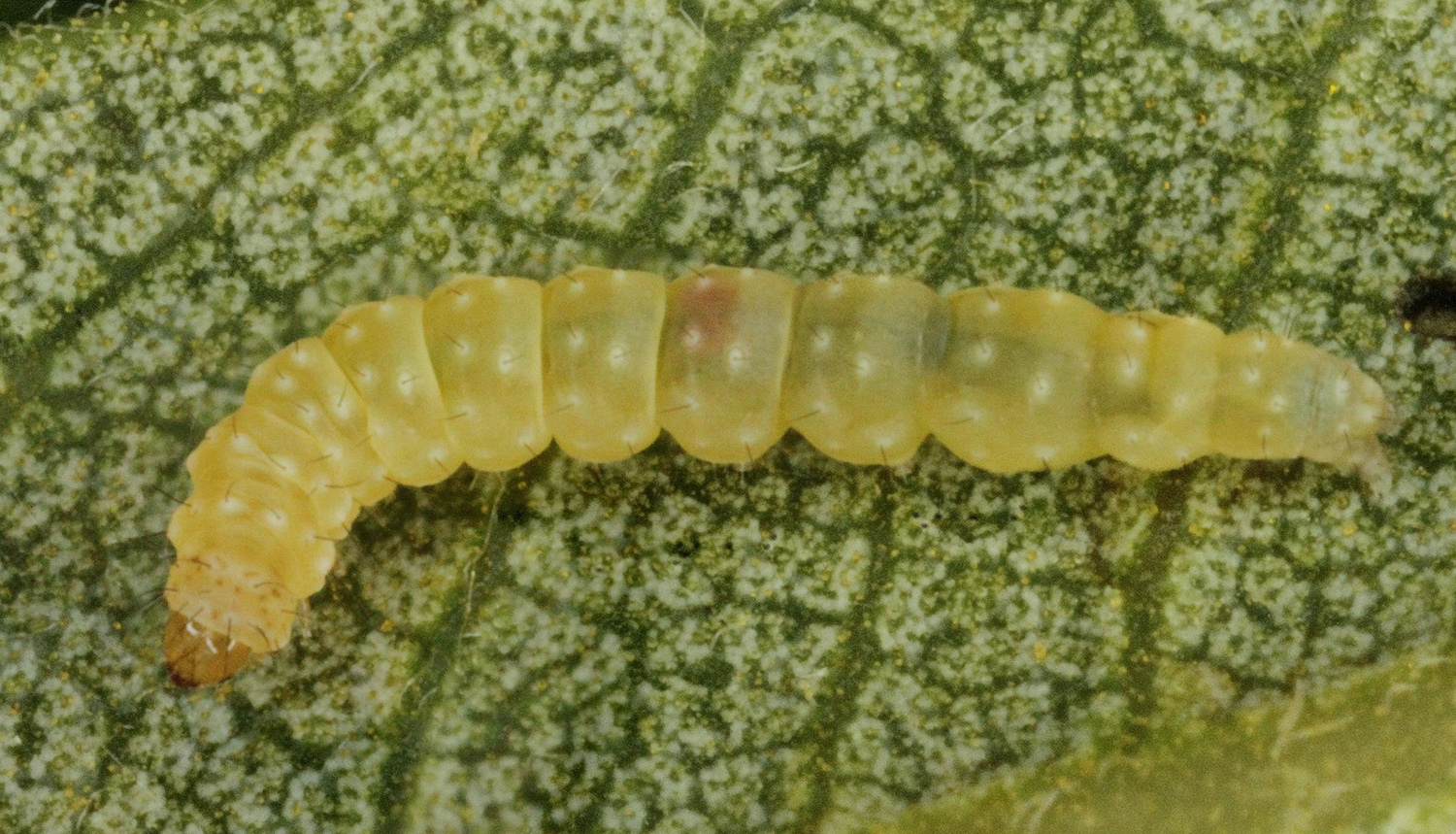
Larwa Bucculatrix cidarella

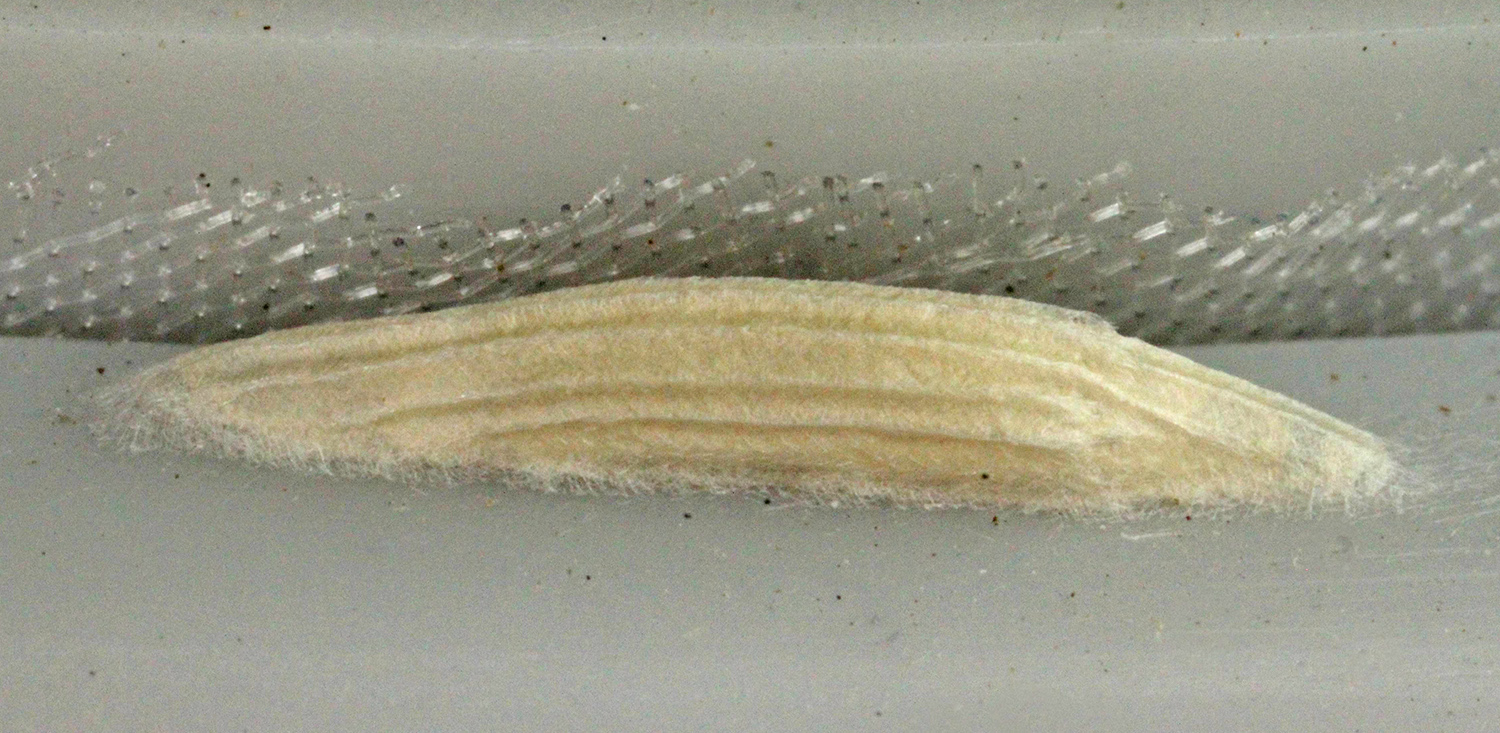
Oprzęd Bucculatrix maritima

Jaja są owalne i przypłaszczone lub podługowato-owalne. Powierzchnia chorionu jest siateczkowata.
Larwa w początkowych stadiach ma długie i smukłe ciało, całkowicie pozbawione odnóży i gruczołów przędnych. Dopiero w późniejszym stadium przybiera formę gąsienicy, zyskując trzy pary odnóży tułowiowych, pięć par odnóży odwłokowych (posuwek) i gruczoły przędne. Charakterystyczny dla czuprzykowatych jest heteromorfizm odnóży tułowiowych. Przednia ich para ma zmodyfikowane, wysmuklone pazurki, zaś pary druga i trzecia mają parę silnie powiększonych, szpatułkowatych szczecin grzbietowo-odsiebnych. Haczyki na odnóżach rozmieszczone są na planie niekompletnych okręgów. Odwłok gąsienicy cechuje się szerokim rozstawieniem szczecinek L1 i L2 oraz silną modyfikacją ostatniego segmentu.
Poczwarka ma wolne odnóża. Jej skrzydła i czułki sięgają ku tyłowi poza siódmy segment odwłoka. Segmenty odwłoka od drugiego lub trzeciego do siódmego lub ósmego mają po stronie grzbietowej poprzeczne szeregi kolców. U samców ruchomość zachowują segmenty odwłokowe od trzeciego do siódmego, zaś u samic od trzeciego do szóstego. Dziesiąty segment odwłoka ma kremaster z drobnymi kolcami grzbietowymi i czasem z parą większych kolców bocznych.

## Biologia i ekologia

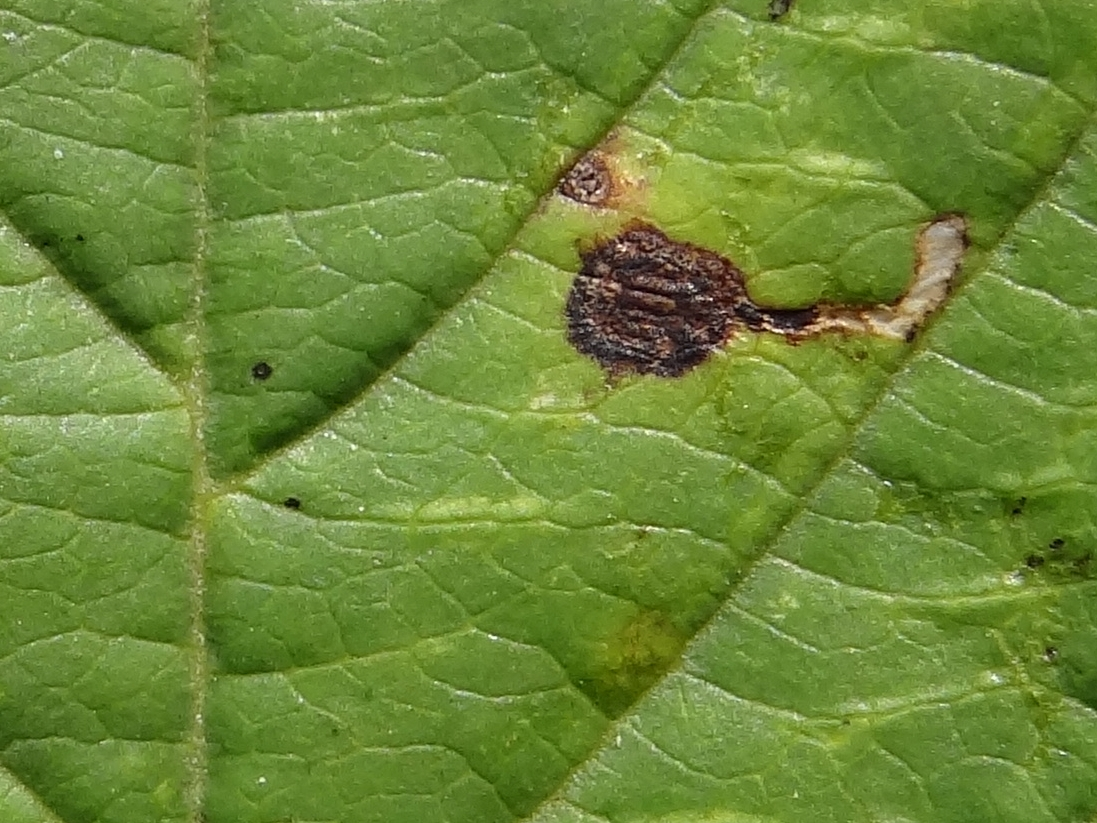
Mina Bucculatrix frangutella na kruszynie pospolitej.

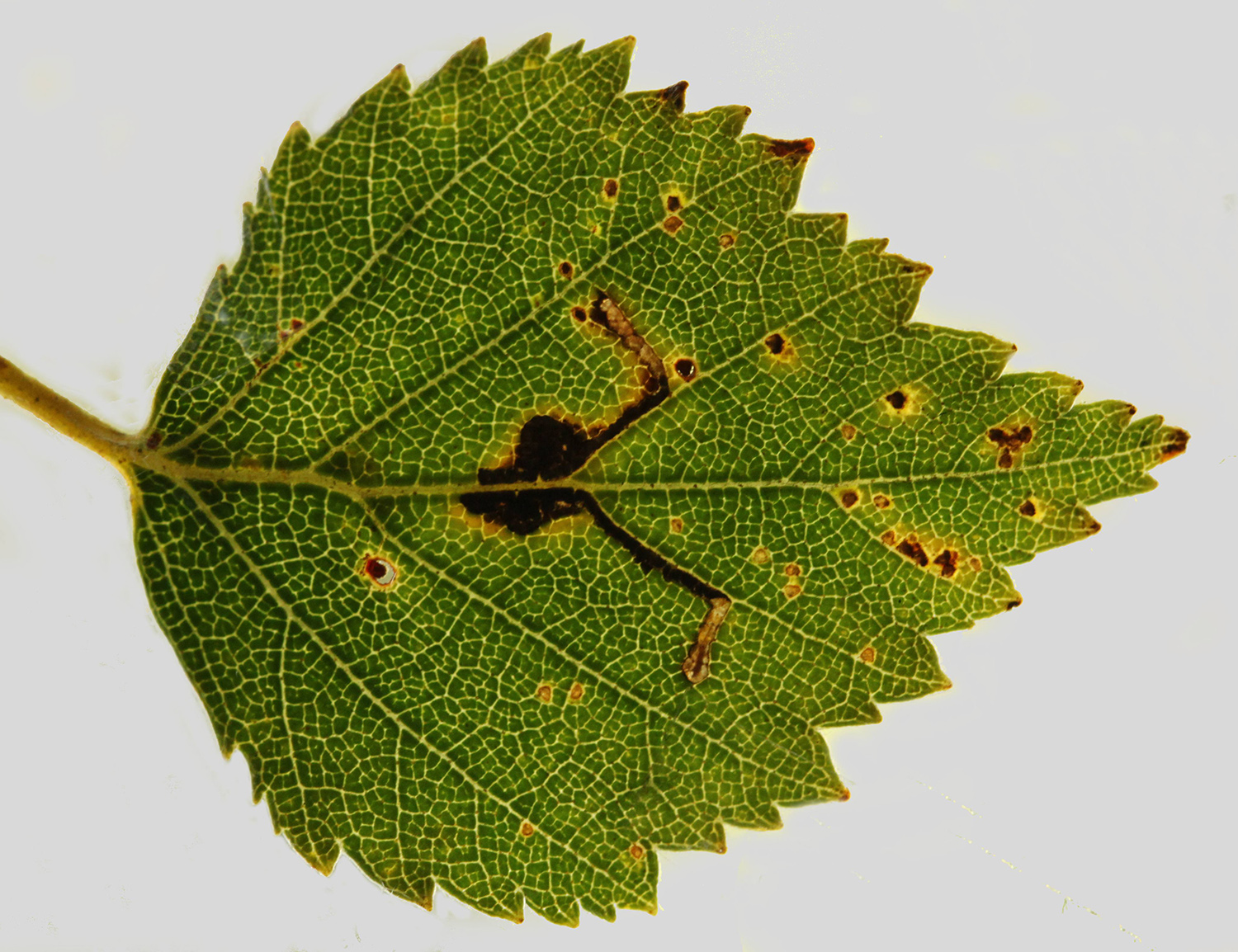
Miny Bucculatrix demaryella

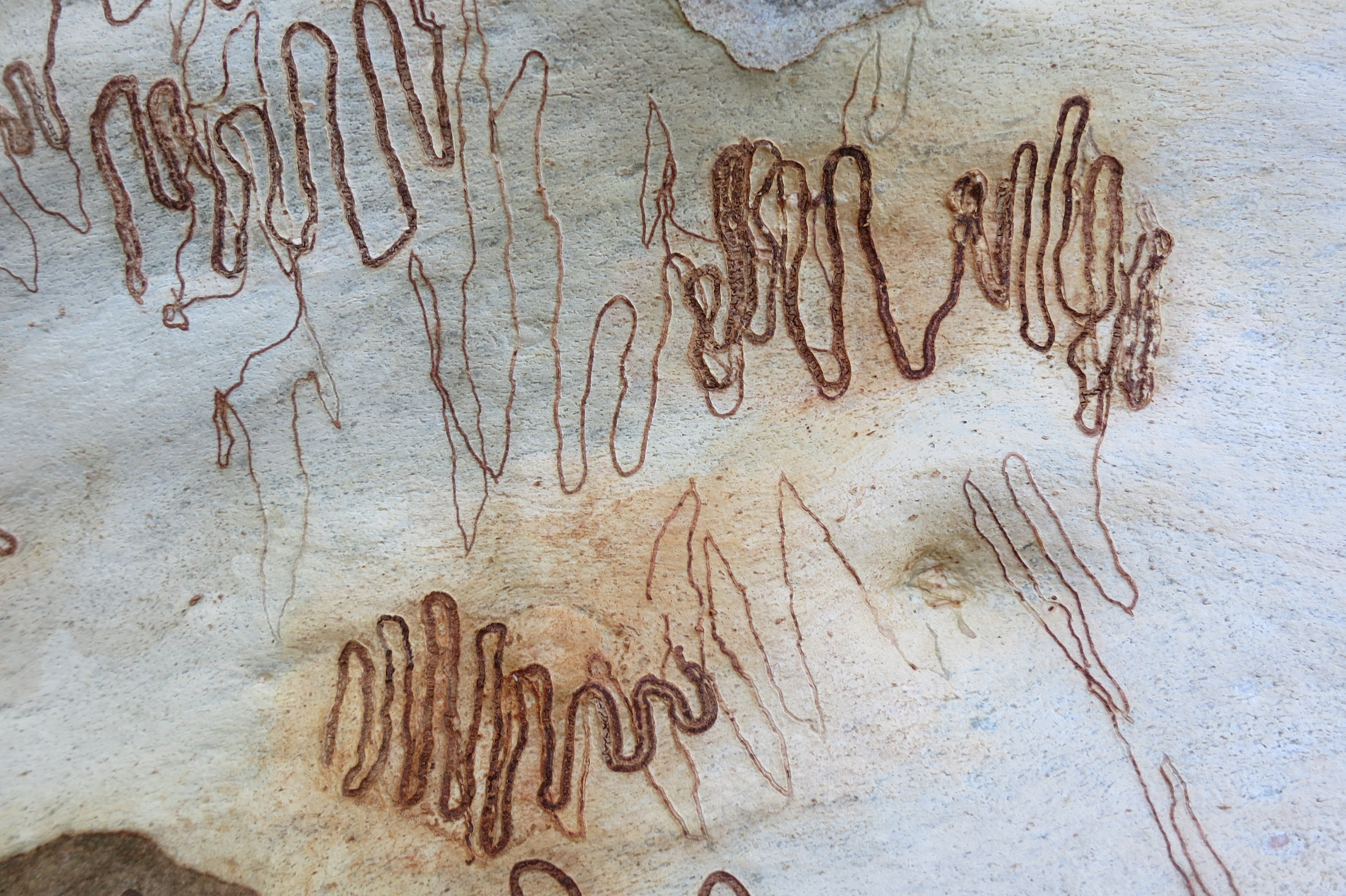
Żerowisko Ogmograptis na korze Eucalyptus haemastoma

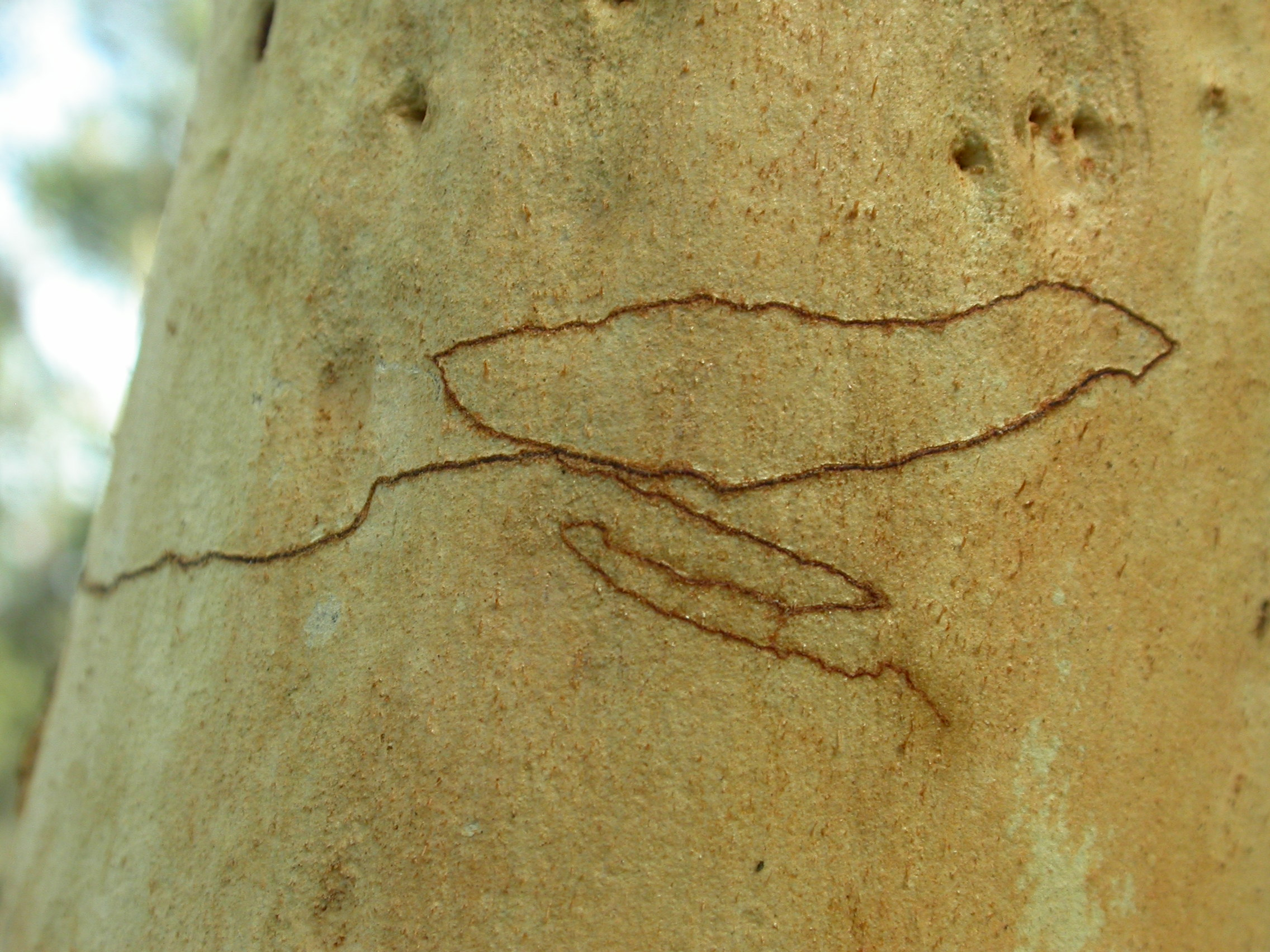
Żerowisko Ogmograptis na korze Eucalyptus rossi

W rozwoju tych motyli występuje nadprzeobrażenie. U większości gatunków z rodzaju czuprzyk występuje pięć stadiów larwalnych, z których dwa pierwsze, beznogie minują liście (endofoliofagi), a późniejsze żerują na liściach od zewnątrz (egzofoliofagi), czasem je szkieletując. Starsze, egzofagiczne stadia larwalne u części gatunków przechodzą wylinki w spłaszczonych oprzędach na spodzie liści. Leucoedemia oraz część gatunków z rodzaju czuprzyk indukuje na łodygach roślin żywicielskich powstawanie galasów i to w nich żeruje. Wśród roślin żywicielskich rodzaju czuprzyk znajdują się przedstawiciele około 30 rodzin, przy czym najliczniej reprezentowane są astrowate, brzozowate i bukowate. Niemal wszystkie gatunki indukujące powstawanie galasów ograniczone są jednak do rodziny astrowatych.
Wyspecjalizowany, endofagiczny sposób odżywiania wykształciły rodzaje Ogmograptis i Tritymba żerujące na eukaliptusach. Oba rodzaje wywołują powstawanie min na korze rośliny żywicielskiej, przy czym ten pierwszy żeruje w warstwie korkowej, natomiast ten drugi w głębszej, naczyniowej warstwie kambium. Miny tych rodzajów mają formę zamkniętą. Młodsza, beznoga larwa żeruje na właściwej miazdze twórczej, starsza natomiast powtórnie wchodzi do własnego korytarza i żeruje na wypełniającej go tkance przyrannej (kalusie).
Przepoczwarczenie gąsienicy następuje w oprzędzie o charakterystycznej dla rodziny budowie. Jest on zwykle umieszczany na twardym podłożu (np. korze, kamieniu). Ubarwienie kokonu jest białe, kształt wrzecionowaty lub podługowato-jajowaty, a na jego powierzchni znajdują się podłużne żeberka. Budowie oprzędu rodzina ta zawdzięcza anglojęzyczną nazwę zwyczajową (ang. ribbed-cocoon maker moths dosł. ćmy wytwarzające żeberkowane kokony). Gąsienica najpierw produkuje luźniejszy oprzęd, który później jest marszczony w formę żeberkowaną, przypuszczalnie za pomocą zmodyfikowanych pazurków przednich odnóży, a następnie wzmacniany gęstszą warstwą wewnętrzną przędzy. Górny koniec kokonu zawiera klapkę, przez którą poczwarka wysuwa się przed opuszczeniem jej przez postać dorosłą.
Owady dorosłe większości gatunków aktywne są za dnia.

## Rozprzestrzenienie
Takson kosmopolityczny, przy czym zasięg kosmopolityczny ma sam rodzaj czuprzyk. Rodzaj Leucoedemia występuje endemicznie w Południowej Afryce. Rodzaj Ogmograptis ograniczony jest w swym zasięgu do południowo-wschodniego krańca Australii, gdzie rozprzestrzeniony jest od Wielkiej Wyspy Piaszczystej po Tasmanię. Przedstawiciele rodzaju Tritymba również znani są wyłącznie z Australii.
Najwięcej gatunków czuprzykowatych stwierdzono w krainach nearktycznej i palearktycznej – po około 100. W Europie rodzinę reprezentuje ponad 50 gatunków z rodzaju czuprzyk, z których w Polsce stwierdzono 18 (czuprzykowate Polski).

## Taksonomia

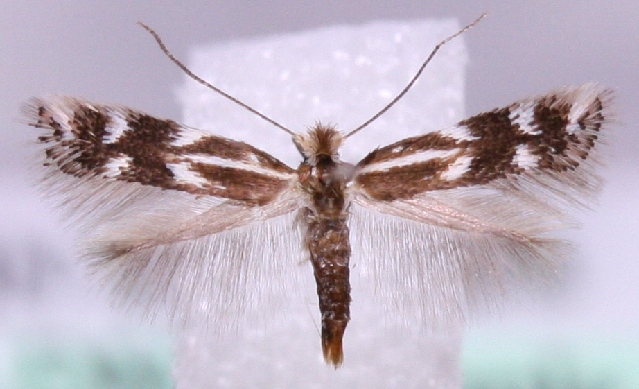
Bucculatrix latviaella

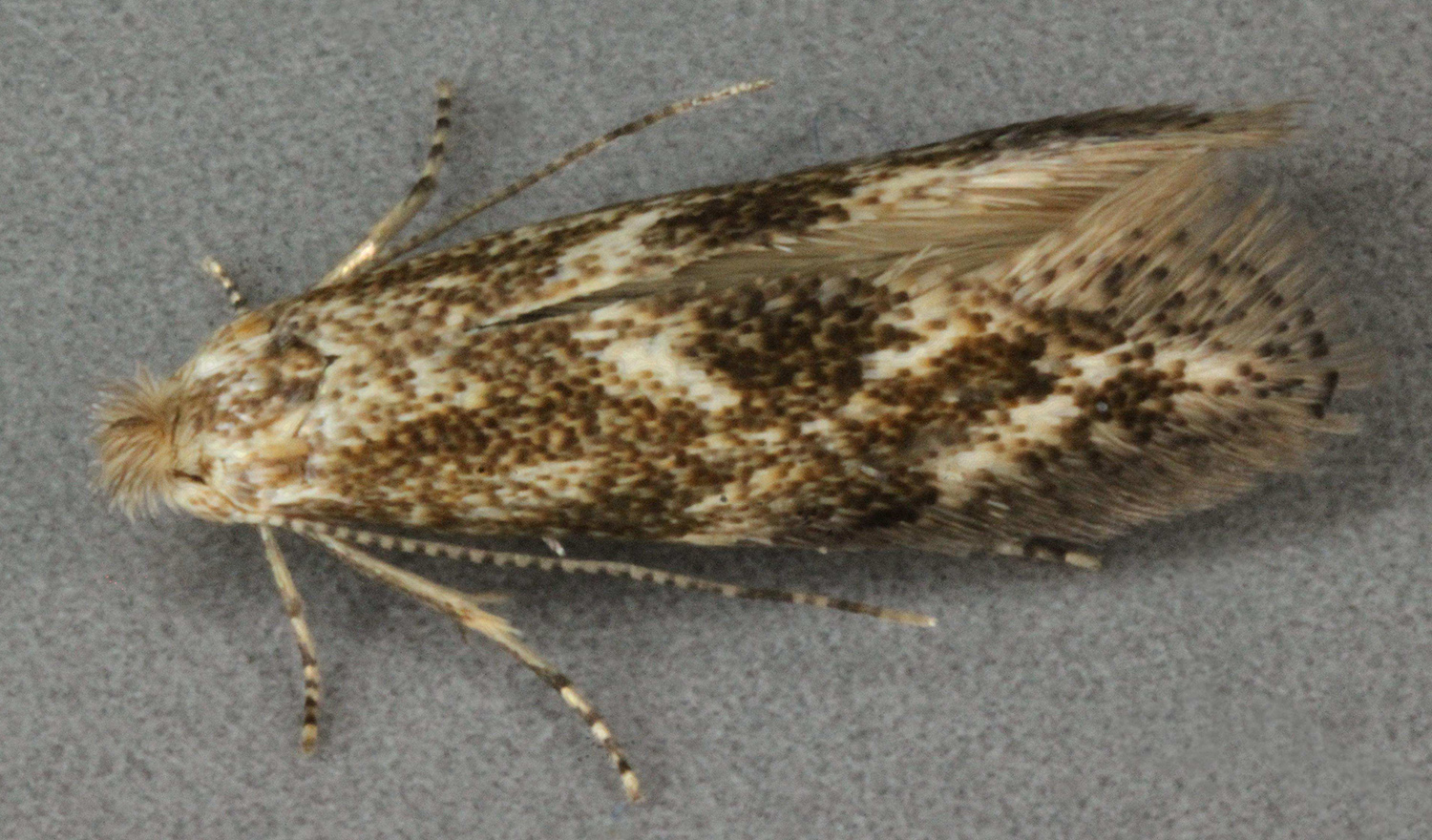
Bucculatrix demaryella

Pierwszy zaliczany do tej rodziny rodzaj, czuprzyk (Bucculatrix), opisany został w 1839 roku przez Philippa Christopha Zellera i początkowo umieszczany był wśród wystrojowatych. Takson rangi rodzinowej wprowadził dla niego w 1915 roku Stanley Black Fracker, a według części źródeł już w 1881 roku Hans Daniel Johan Wallengren. Na przestrzeni XX wieku bywał on klasyfikowany zarówno jako niezależna rodzina, jak i jako podrodzina Bucculatricinae w obrębie wystrojowatych. Przez dłuższy czas czuprzykowate uznawane były za takson monotypowy. W 1984 roku Malcolm J. Scoble i Clarke Henry Scholtz opisali podrodzaj Bucculatrix (Leucoedemia), który dwa lata później wyniesiony został do rangi osobnego rodzaju w obrębie czuprzykowatych. W 1991 roku Ebbe Schmidt Nielsen i Ian Francis Bell Common jako pierwsi umieścili w czuprzykowatych rodzaj Ogmograptis. Rodzaj ten utworzony został w 1935 roku przez Edwarda Meyricka i umieszczany był wśród Elachistidae, przy czym zaliczane doń obecnie gatunki klasyfikowane bywały też w wystrojowatych i molowatych. Umiejscowienie Ogmograptis w czuprzykowatych było jednak traktowane początkowo jako prowizoryczne. Przełomowe dla taksonomii czuprzykowatych okazały się analizy molekularne opublikowane w 2010 roku przez Marko Mutanena i innych oraz w 2012 roku przez Marianne Horak i innych. Nie tylko potwierdziły przynależność do rodziny rodzaju Ogmograptis, ale także kazały do niej włączyć kolejny rodzaj, Tritymba, opisany w 1894 roku przez Oswalda Bertrama Lowera i wcześniej umieszczany wśród tantnisiowatych.
Do rodziny czuprzykowatych zalicza się około 300 opisanych gatunków, zgrupowanych w czterech rodzajach:
- Bucculatrix Zeller, 1839 – czuprzyk
- Leucoedemia Scoble & Scholtz, 1984
- Ogmograptis Meyrick, 1935
- Tritymba Lower, 1894

## Ewolucja
W zapisie kopalnym czuprzykowate znane są z turonu w kredzie oraz z eocenu i oligocenu. Dane z kredy dotyczą jednak jedynie sfosylizowanych liści z zachowanymi minami. Najstarsza skamieniałość osobnika dorosłego należy do gatunku Bucculatrix rycki i jest inkluzją w bursztynie bałtyckim.
Dane molekularne i morfologiczne wskazują, że pozycję bazalną w obrębie rodziny zajmuje rodzaj Bucculatrix. Owłosienie gnatosa wskazuje na siostrzaną relację rodzajów Leucoedemia i Tritymba.

## Znaczenie gospodarcze
Znaczenie gospodarcze ma żerujący na bawełnie Bucculatrix thurberiella. W południowej Kalifornii należy do najważniejszych szkodników tej rośliny, a do jego szczególnie licznych pojawów dochodziło tam po masowym stosowaniu insektycydów o szerokim spektrum (DDT i karbarylu), które eliminowały jego naturalnych wrogów. Kilka gatunków wymienianych jest jako szkodniki szkieletujące liście drzew przez publikacje z zakresu leśnictwa, jednak nie odgrywają one istotnej roli ekonomicznej. Szkieletujący liście brzóz Bucculatrix canadensisella żeruje dopiero pod koniec sierpnia i we wrześniu, stąd nie wyrządza dużych szkód drzewom. Północnoamerykańskie Bucculatrix albertiella i Bucculatrix ainsliella wymieniane są jako szkodniki dębów. W przypadku tego drugiego notowano w skali lokalnej pojawy masowe, w wyniku których szczególnie cierpiały drzewa ozdobne. Pod koniec XX wieku dotarł on do Europy, gdzie żeruje na inwazyjnym tam dębie czerwonym, nie powodując jednak istotnych szkód.
Pod koniec Bucculatrix parthenica introdukowano do australijskiego Queenslandu celem zwalczania partenium ambrozjowatego, będącego tam inwazyjnym chwastem. Ze względu na brak wrogów w postaci parazytoidów motyl ten stał się tam wystarczająco liczebny, by powodować rozległą defoliację roślin żywicielskich na niektórych stanowiskach.